# 凌水线
凌水线指在大连市的一条木石和铺单线标准轨距的战备铁路。起于沙河口站至某部队营区。
设五个支线。
- 凌水线白天火车不作业为祭祀市民让路（页面存档备份，存于）